# Горан Даниловић
Горан Даниловић (Титоград, 4. јануар 1971) црногорски је политичар, бивши посланик у Скупштини Црне Горе и министар унутрашњих послова Црне Горе. Године 2016. био је оснивач и изабран је за првог предсједника конзервативне политичке странке Уједињена Црна Гора (УЦГ).

## Биографија

### Детињство и младост
Основну школу завршио је у манастиру Морача, завршне разреде гимназије у Колашину и средњу економску у Подгорици а касније је дипломирао на Филозофски факултет у Никшићу. Један је од оснивача и први уредник вјерског и културног радија Светигора и био је главни и одговорни уредник обновљеног недјељног листа „Глас Црногораца“.

### Политичка каријера
Био је један од оснивача и бивши потпрједседник Нове српске демократије (2009-14) и ДЕМОСА (2015-17).
Вршио је функцију министра унутрашњих послова у привременој Влади Црне Горе која је трајала од маја до новембра 2016. После парламентарних избора 2016. фракција ДЕМОСА на челу са Даниловићем 2016. године одметнула се и они су формирали нову политичку партију Уједињена Црна Гора, коју су представљала два бивша посланика ДЕМОСА у Скупштини Црне Горе.
Уједињена Црна Гора одлучила је 1. маја 2019. године да потпише споразум са Социјалистичком народном партијом (СНП), Радничком партијом (РП) и Независном парламентарном групом о формирању новог свеопштег политичког савеза под називом У корист свих (Да свако има). Савез се на крају распао пре парламентарних избора у августу 2020. године.
У јулу 2020. године Даниловићева Уједињена Црна Гора, заједно са Радничком партијом и Независном групом у парламенту (коју су чинили бивши чланови партија СНП и ДЕМОС), договорила се да формира нови културно-конзервативни политички савез под називом Народни покрет (НП), преузимајући значајнији културни и социјално конзервативни дискурс, подржавајући литије у Црној Гори и права Српске православне цркве у Црној Гори, настављајући своју активност у оквиру заједничке изборне листе са Демократским фронтом (ДФ) и Социјалистичком народном партијом (СНП).